# Кан, Джозеф
Джозеф Кан (англ. Joseph Kahn, род. 12 октября 1972, Пусан) — американский режиссёр музыкальных видео, рекламных роликов и полнометражных фильмов. Кан работал с множеством разнообразных исполнителей, таких как Muse, Imagine Dragons, Сиара, Бритни Спирс, Эшли Симпсон, Келли Кларксон, Моника, Роб Зомби, Backstreet Boys, U2, The Chemical Brothers, Blink-182, Эминем, TLC, Мэрайя Кэри, Моби, Джордж Майкл, Korn, Джанет Джексон, The Black Eyed Peas, Destiny's Child, Гвен Стефани, Delta Goodrem, Brandy, Pussycat Dolls, Shakira и многими другими.
Джозеф Кан получал несколько наград. Он выиграл MTV Video Music Awards в номинации «Лучшее видео года» за «The Boy Is Mine» Бренди и Моники, и «Toxic» Бритни Спирс. В 2002 году Кан выиграл свою первую награду «Грэмми» за видео Эминема «Without Me», которое также получило награду на MTV VMA в номинации «Лучшее видео года» и «Лучшая режиссура».
Кан снял рекламу для Acura, Bacardi, Vodafone, Budweiser, ASICS, Renault, Coors Light, NASCAR, Saab, Ford и PlayStation. Его рекламная кампания для Fox/Nascar выиграла премию Clio в 2004 году, за визуальные эффекты.

## Биография
Кан американец корейского происхождения. Часть детства Джозеф провёл в Ливорно, Италия пока его семья не переехала в Техас. Окончив среднюю школу в 1990 году, Кан поступил в школу искусств Tisch School of the Arts при Нью-Йоркском Университете. После одного года обучения, он бросил учёбу, чтобы вплотную заняться съемкой музыкальных видеоклипов.
В 1999 основал собственную компанию, Supermega, которая в настоящее время находится под патронажем HSI Productions.
В 2003 году Джозеф Кан снял фильм «Крутящий момент» (англ. Torque), в котором снялся известный рэп-музыкант Ice Cube.

## Фильмография
- Крутящий момент (англ. Torque; 2004, режиссёр)
- Наказание[англ.] (англ. Detention; 2011, режиссёр и сценарист)
- Могучие/рейнджеры[англ.] (англ. Power/Rangers; 2015, режиссёр и сценарист, короткометражка)
- Насыщенный (англ. Bodied; 2017, режиссёр)

## Видео

### 1990
- The Pain Teens — «The Basement»

### 1992
- Rake’s Progress — «Ghost Town»

### 1993
- Die Krupps — «Crossfire»
- Die Krupps — «Fatherland»
- Die Krupps — «To The Hilt»
- DMG — «You Don’t Hear Me Doe»
- Geto Boys — «Straight Gangsterism»

### 1994
- 2 Low — «Funky Lil Brotha»
- 5th Ward Boyz — «Ghetto Funk»
- Ahmad — «You Gotta Be»
- Die Krupps при участии Biohazard — «Bloodsuckers»
- Вилли Нельсон — «December Day»
- Вилли Нельсон — «Afraid»
- Retarted Elf — «What Up G?»
- Widowmaker — «Long Gone»
- Ahmad — «Back in the Day»

### 1995
- AZ — «Gimme Yours»
- Clever Jeff — «Year Of The Fly MC»
- Das EFX — «Real Hip Hop»
- Distinguished Gentlemen — «Soakin' Wet»
- Lords of the Underground — «Faith»
- Lords of the Underground — «Neva Faded»
- Onyx — «All We Got Iz Us»
- Onyx — «Last Dayz»
- Ruffnexx Sound System — «Stick By Me»
- Spahn Ranch — «Locusts»
- Вероника — «Without Love»
- Scarface при участии Ice Cube — «Hand of the Dead Body»
- Public Enemy — «So Watcha Gone Do Now»

### 1996
- AZ — «Do Or Die»
- AZ — «Mo Money, Mo Murder, Mo Homicide»
- Interstate — «Peek In The Drawers»
- Smooth Da Hustler — «Hustler’s Theme»
- Soldat X — «Hang’em High»
- Монтелл Джордан при участии Slick Rick — «I Like»
- Алия — «If Your Girl Only Knew»
- New Edition — «Hit Me Off»
- Уоррен Джи featuring Адина Ховард — «What’s Love Got To Do With It»
- Джонни Джилл — «Let’s Get The Mood Right»
- New Edition — «I’m Still In Love With You»
- Total — «Kissin' You»
- Шакил О’Нил — «You Can’t Stop The Reign»
- Tony! Toni! Toné! при участии DJ Quik — «Let’s Get Down»

### 1997
- Korn — «A.D.I.D.A.S.»
- Ice Cube — «The World Is Mine»
- Патрисия Каас — «Quand J’ai Peur De Tout»
- Faith No More — «Last Cup of Sorrow»
- Снуп Догг — «Tha Doggfather»
- Эрик Бенет — «True To Myself»
- Backstreet Boys — «Everybody (Backstreet’s Back)»
- Фокси Браун при участии Dru Hill — «Big Bad Mamma»
- SWV featuring Puff Daddy — «Someone»
- Bone Thugs-N-Harmony — «If I Could Teach The World»

### 1998
- Фокси Браун — «Hot Spot»
- Shernette May — «You’re All The Man That I Need»
- Total — «Trippin'»
- Ашер — «Bed Time» (версия 1)
- Монтелл Джордан при участии Master P & Silkk Tha Shocker — «Let's Ride»
- Mase при участии Total — «What You Want»
- Brandy & Моника — «The Boy Is Mine»
- Монтелл Джордан — «I Can Do That»
- Monster Magnet — «Space Lord»
- Брайан Адамс — «On A Day Like Today»
- Моника — «The First Night»
- Роб Зомби — «Living Dead Girl»

### 1999
- Mobb Deep — «Quiet Storm» (version 1)
- Дженнифер Лав Хьюитт — «How Do I Deal»
- Monster Magnet — «Powertrip»
- Blackstreet при участии Джанет Джексон, Ja Rule & Eve — Girlfriend/Boyfriend
- Sugar Ray — «Someday»
- Backstreet Boys — «Larger Than Life»
- The Brian Setzer Orchestra — «If You Can’t Rock Me»
- Muse — «Muscle Museum»

### 2000
- Hole — «Be a Man»
- Destiny's Child — «Say My Name»
- Sisqó — «Thong Song»
- Элтон Джон — «Someday Out Of The Blue»
- Кристина Агилера — «I Turn to You»
- Кристина Агилера -«Por Siempre Tu»
- Destiny's Child — «Jumpin' Jumpin'»
- Джанет Джексон — «Doesn't Really Matter»
- Destiny's Child при участии Jermaine Dupri, Da Brat & Lil' Bow Wow — «Jumpin' Jumpin'» (remix)
- Faith Hill — «The Way You Love Me»
- The Corrs — «Irresistible»
- Scarface — «It Ain’t»
- Wu-Tang Clan — «Protect Ya Neck (The Jump Off)»
- Моби при участии Гвен Стефани — «South Side»
- Бритни Спирс — «Stronger»
- Wu-Tang Clan — «Gravel Pit»

### 2001
- The Black Eyed Peas при участии Мэйси Грэй — «Request + Line»
- The Black Eyed Peas при участии Мэйси Грэй — «Request + Line» (remix)
- Papa Roach — «Between Angels and Insects»
- U2 — «Elevation»
- Aerosmith — «Fly Away From Here»
- D12 — «Purple Hills»
- Энрике Иглесиас — «Hero»
- U2 — «Stuck in a Moment You Can't Get Out Of» (version 2)
- DMX — «Who We Be»
- Garbage — «Cherry Lips»

### 2002
- Джордж Майкл — «Freeek!»
- Моби — «We Are All Made of Stars»
- Эминем — «Without Me»
- Мэрайя Кэри — «The One»

### 2003
- DMX — «X Gon' Give It To Ya»
- TLC — «Damaged»
- Нелли при участии Джастина Тимберлейка — «Work It»
- Мэрайя Кэри при участии Cam'ron — «Boy (I Need You)»
- Дайдо — «White Flag»
- Рики Мартин — «Juramento»
- Busta Rhymes при участии Pharrell — «Light Your Ass On Fire»
- The Chemical Brothers при участии k-os — «Get Yourself High»

### 2004
- Бритни Спирс — «Toxic»
- Alsou — «Always on My Mind»[2]
- Blink-182 — «Always»
- Эшли Симпсон — «La La»
- The Offspring — «(Can't Get My) Head Around You»

### 2005
- Джосс Стоун — «Spoiled»
- Роб Томас — «Lonely No More»
- Jamiroquai — «Feels Just Like It Should»
- Backstreet Boys — «Incomplete»
- Келли Кларксон — «Behind These Hazel Eyes»

### 2006
- Келли Кларксон — «Walk Away»
- Шэйн Вард — «No Promises»
- The Pink Spiders — «Little Razorblade»
- Muse — «Knights of Cydonia»
- Сиара при участии Chamillionaire — «Get Up»
- Джанет Джексон — «So Excited»
- Гвен Стефани — «The Sweet Escape»

### 2007
- Келли Кларксон — «Never Again»
- 50 Cent при участии Джастина Тимберлейка и Тимбалэнд — «Ayo Technology»

### 2008
- Ladytron — «Ghosts»
- Крис Браун — «Forever»
- Pussycat Dolls — «When I Grow Up»
- Бритни Спирс — «Womanizer»
- Pussycat Dolls — «I Hate This Part»

### 2009
- Леди Гага — «Eh, Eh (Nothing Else I Can Say)»
- Леди Гага — «LoveGame»
- BoA — «I Did It for Love»
- Кэти Перри — «Waking Up in Vegas»
- Эминем — «We Made You»
- Келли Кларксон — «Already Gone»
- Эстер Дин feat. Крис Браун — «Drop It Low»
- Sun Ho — «Fancy Free»
- Крис Браун при участии Лил Уэйн и Swizz Beatz — «I Can Transform Ya»
- Крис Браун — «Crawl»

### 2010
- Helping Haiti — «Everybody Hurts»
- Кайли Миноуг — «All The Lovers»
- Maroon 5 — «Misery»
- Эминем feat. Рианна — «Love the Way You Lie»
- Николь Шерзингер — «Poison»
- Кери Хилсон — «Pretty Girl Rock»
- Dr. Dre — «Kush»

### 2011
- Эминем — «Space Bound»

### 2012
- AKB48 — «Gingham Check»[3]
- Робби Уильямс — «Candy»
- Ciara — «Got Me Good»

### 2013
- Бритни Спирс — «Perfume»
- Шакира feat. Рианна — «Can't Remember To Forget You»

### 2014
- Taylor Swift — «Blank Space»

### 2015
- Taylor Swift — «Bad Blood»
- Taylor Swift — «Wildest Dreams»
- Taylor Swift — «Out of the Woods»

### 2016
- OneRepublic — «Wherever I Go»

### 2017
- Imagine Dragons — «Thunder»
- Taylor Swift — «Look What You Made Me Do»
- Maroon 5 feat. SZA — «What Lovers Do»
- Taylor Swift — «…Ready for It?»

### 2018
- Taylor Swift feat. Ed Sheeran & Future — «End Game»
- Taylor Swift — «Delicate»
- Jennifer Lopez feat. DJ Khaled & Cardi B — «Dinero»
- Bebe Rexha – «Last Hurrah»